# Mirjana Karanović
Mirjana Karanović, née le 28 janvier 1957 à Belgrade, en Serbie, est une actrice et réalisatrice serbe.

## Biographie
Mirjana a été la première actrice serbe à jouer dans un film croate après l'éclatement de la Yougoslavie et le conflit qui en a découlé. Il s’agissait du film Witnesses (Svjedoci) en 2003.
Elle a aussi été la présidente du jury du Festival du film de Sarajevo en 2009.

## Filmographie

### Comme actrice
- 1980 : Maîtres, maîtres (Majstori, majstori)
- 1981 : The Fall of Italy
- 1982 : Dvije polovine srca
- 1982 : La Couronne de Petria (Petrijin venac)
- 1984 : Kamiondžije opet voze
- 1985 : Papa est en voyage d'affaires
- 1985 : Život je lep
- 1986 : Obećana zemlja
- 1987 : Marjuča ili smrt
- 1987 : Na putu za Katangu
- 1987 : Uvek spremne žene
- 1988 : Jednog lepog dana
- 1989 : Le Temps des miracles (Vreme čuda) - Marta
- 1989 : Point de rencontre
- 1991 : Mala  - Božidarka
- 1993 : Bolje od bekstva
- 1995 : Underground - Vera
- 1997 : Tri letnja dana
- 1998 : Tri palme za dve bitange i ribicu
- 1998 : Baril de poudre
- 2003 : Strawberries in the Supermarket
- 2003 : Witnesses
- 2004 : La vie est un miracle
- 2005 : Go West
- 2006 : Das Fräulein
- 2006 : Sarajevo, mon amour (Grbavica)
- 2007 : Blodsbånd
- 2009 : Wait for Me and I Will Not Come
- 2009 : Here and There
- 2010 : On the Path
- 2010 : Le Choix de Luna (Na putu) : Nadja

### Comme réalisatrice
- 2016 : Dobra zena (également scénariste)
- 2024 : Mother Mara (également scénariste et actrice)